# 登比城堡
登比城堡（英語：Denbigh Castle）是位於英國威爾斯的一座修建於13世紀愛德華一世時期的城堡。城堡在1305年竣工，之後城堡經歷了多次戰爭。英國內戰時期，城堡曾遭受圍攻。1660年之後，城堡被遺棄並陷入荒廢。現在城堡由威爾斯遺產機構管理。

## 外部連結

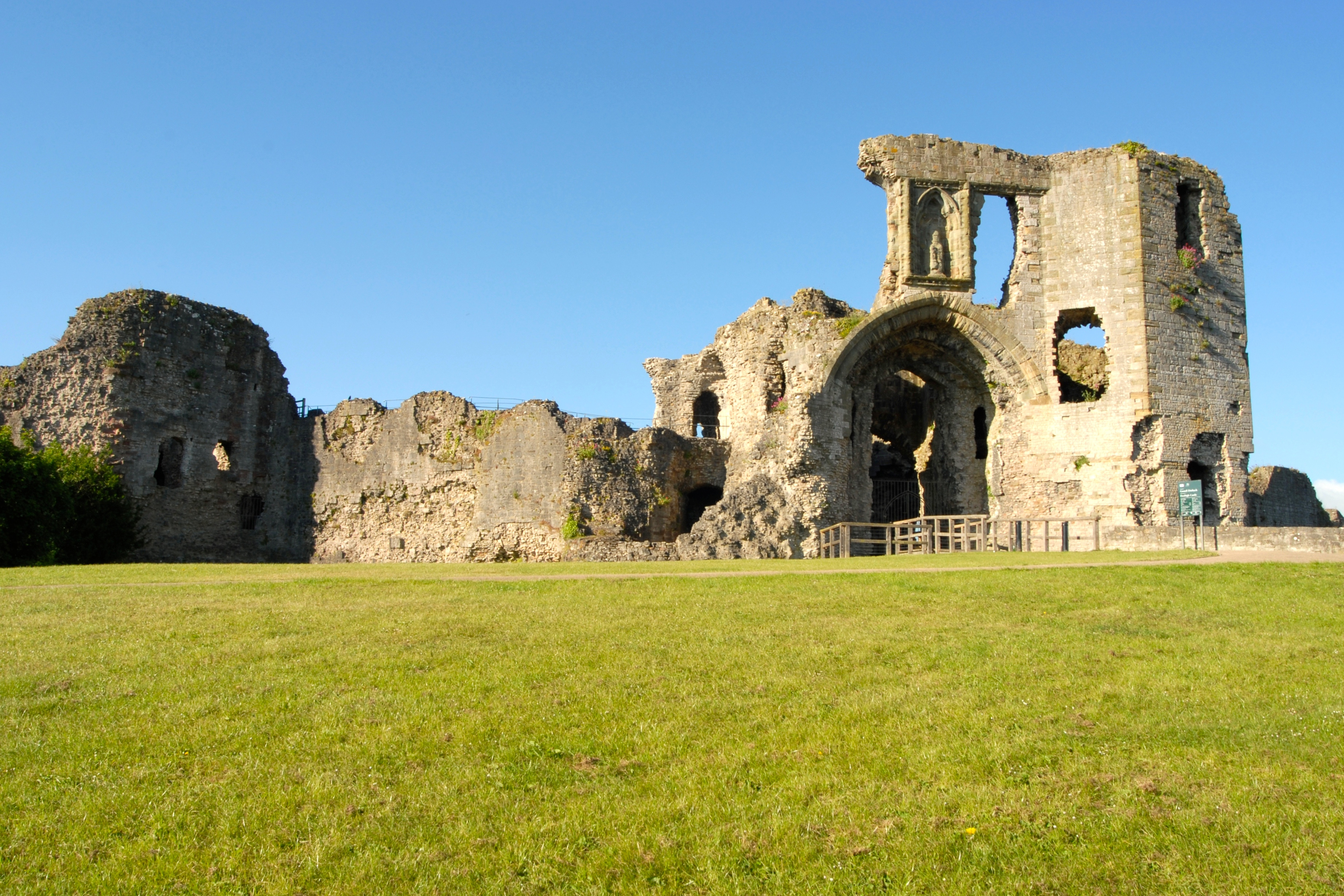
登比城堡

- Official Cadw site - Denbigh Castle （页面存档备份，存于）
- Photos of Denbigh Castle （页面存档备份，存于） at geograph.co.uk

53°10′50″N 3°25′15″W / 53.180546°N 3.420726°W